# Artère malléolaire antéro-médiale
L'artère malléolaire antéro-médiale (ou artère malléolaire interne) est une artère du membre inférieur située au niveau de la cheville.

## Origine
L'artère malléolaire antéro-médiale est une branche médiale de l'artère tibiale antérieure. Elle nait à environ 5 cm au-dessus de l'articulation talo-crurale.

## Trajet
L'artère malléolaire antéro-médialepasse derrière les tendons des muscles long extenseur de l'hallux et tibial antérieur jusqu'au côté médial de la cheville.
Elle fournit des rameaux superficiels pour vasculariser la zone malléolaire médiale et des rameaux profonds pour vasculariser l'articulation talo-crurale.
Elle s'anastomose avec l'artère tibiale postérieure et le rameau perforant de l'artère fibulaire pour contribuer au réseau malléolaire médial.